# Josef Schmid (Organist)

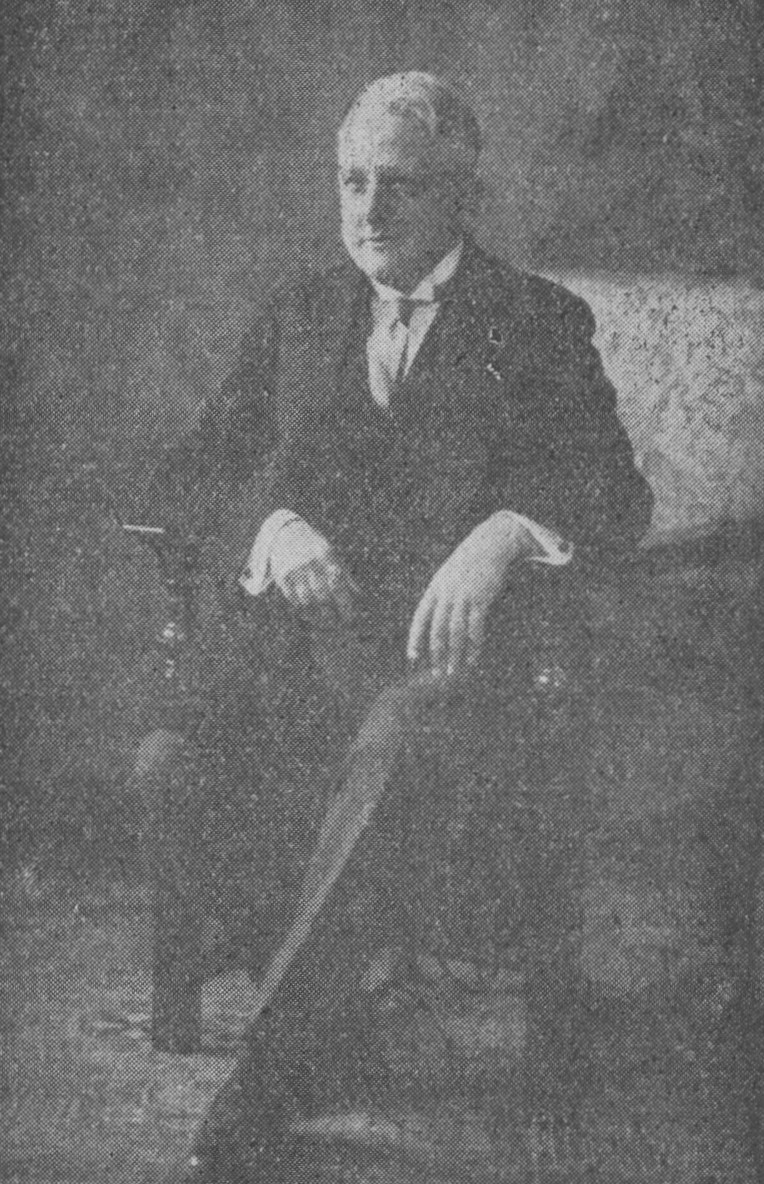
Josef Schmid, um 1928

Josef Schmid (* 30. August 1868 in München; † 10. Juli 1945 in München) war ein deutscher Organist, Chorleiter und Komponist.

## Leben
Josef Schmid wurde als zweites von insgesamt drei Geschwistern am 30. August 1868 in München geboren. Nach seiner Gymnasialzeit am Ludwigsgymnasium, bei der er seinen älteren Mitschüler Richard Strauss kennen lernte, studierte er bei Josef Gabriel Rheinberger Komposition, bei Ludwig Thuille Theorie und bei Otto Hieber Orgel. Schon in jungen Jahren war Schmid als Konzertorganist im Kaim-Saal, der späteren Tonhalle, tätig. In kinderlos gebliebener Ehe war er seit 1910 mit der Harfenistin Pauline Beecke verheiratet. Schmid wirkte als Klavierbegleiter und scharte sämtliche damaligen Sangesgrößen um sich. Auch als Chorleiter hatte Schmid in München einen Namen: er leitete den Akademischen Gesangsverein und den Männergesangsverein „Liederhort“. Erst war Josef Schmid elf Jahre als Organist in Heilig Geist tätig, mit dem Jahr 1901 wirkte er 43 Jahre (ab 1918 „Königlicher Musikdirektor“) als Domorganist in München, das er zeitlebens trotz mancher Angebote kaum verlassen hat. Da er als Domorganist schlecht bezahlt wurde, musste er, um überleben zu können, Orgeldienste auf Münchner Friedhöfen und ab 1930 am neu eröffneten Krematorium am Ostfriedhof übernehmen. Seine Tätigkeit wurde durch die Zerstörung des Domes und der damals acht Jahre alten Steinmeyer-Orgel beendet. In den Nachkriegswirren endete Schmids Leben ein Jahr später am 10. Juli 1945. Er hinterließ ein reichhaltiges Œuvre, das alle musikalischen Gattungen einschließt und an die 400 Werke zählt.

## Bedeutung
Josef Schmid war in der ersten Hälfte des 20. Jahrhunderts eine der prägendsten Musikerpersönlichkeiten der Stadt, insbesondere der Kirchenmusik. Sein bestehender Nachlass befindet sich heute im Archiv der Münchner Dommusik und der weitaus größere Teil in der Musikabteilung der Bayerischen Staatsbibliothek. Zu den Ereignissen in seinem 150. Jubiläumsjahr 2018 zählt die Wiederauffindung seines als verschollen gegoltenen Konzertes für Orgel und großes Orchester sowie seiner beiden Opern Die Schildbürger und Die goldene Hand. Widmungen seiner Werke an führende Musikerpersönlichkeiten wie Reger, Riemann, Straube in Leipzig, Guilmant in Paris u. a. bezeugen seine Eingebundenheit in das weltläufige zeitgenössische Musikleben.

## Würdigung
Anlässlich seines 150. Geburtstags hat die Münchner Dommusik Josef Schmid im Jahr 2018 vielfach gewürdigt. So erklangen beim „Aschermittwochsgottesdienst der Künstler“ drei Sätze aus seiner achtstimmigen dorischen A Cappella-Messe Missa Gaudeamus. Zu Ostern wurde seine Festmesse in C für Chor, großes Orchester und Orgel Op. 32 und sein Osteroffertorium Terra tremuit neu einstudiert. Im Juli wurde seine Missa Pax vobis Op. 78 für Chor und Orgel wiederholt. Aus der Vielzahl seiner Orgelwerke waren eine Auswahl bei den sommerlichen Orgelkonzerten zu hören; u. a. seine Legende für Orgel St. Bonifacius aus dem Jahr 1892. Zu St. Bonifaz in München hegte Schmid durch seine frühen, kindlichen kirchenmusikalischen Erfahrungen zusammen mit der Mutter und seinen Geschwistern eine Verbindung.

## Werke (Auswahl)
- Fuge nach Motiven des Chorals „Wachet auf ruft uns die Stimme“
- Geistliches Zwischenspiel
- Praeludium in c-Moll für Orgel
- Elegia per Organo, op 48
- Konzert für Orgel und großes Orchester in Es-Dur(1934)
- „O Du Heilige“ für Sopran, Frauenchor und Orgel
- „Nun bitten wir den heiligen Geist“